# Guerras del carbón de Illinois

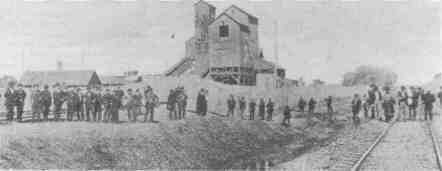
Mineros reunidos en las vías del tren en Virden, Illinois, el 12 de octubre de 1898, para encontrarse con el tren de rompehuelgas programado para llegar por ferrocarril.

Las guerras del carbón de Illinois, también conocidas como las guerras de las minas de Illinois y varios otros nombres, fueron una serie de disputas laborales entre 1898 y 1900 en el centro y sur de Illinois.
Las disputas estuvieron marcadas por la compañía de carbón que trajo rompehuelgas en tren para evitar a los mineros de carbón locales, la violencia racial entre los mineros de carbón blancos y negros, sobre todo durante la Batalla de Virden el 12 de octubre de 1898 y la masacre de Pana el 10 de abril de 1899.
En 1898, una huelga de carbón estalló en Virden después de que la Chicago-Virden Coal Company se negara a pagar sus salarios a escala sindical de mineros. La huelga terminó con seis guardias de seguridad y siete mineros muertos, y más de 30 personas resultaron heridas. La empresa finalmente concedió el aumento salarial un mes después de la huelga. La huelga en Virden también se acredita con la victoria de la jornada laboral de 8 horas para los trabajadores mineros por hora, y un monumento en la plaza de la ciudad conmemora la batalla.
Las mismas condiciones y organizaciones también estuvieron involucradas en conflictos similares en dos ciudades del sur de Illinois: en Lauder (ahora Cambria, Illinois) el 30 de junio de 1899, y en Carterville, Illinois el 17 de septiembre. En Lauder un grupo de mineros afroamericanos que viajaban en tren desde Pana fueron atacados. Una mujer, Anna Karr, fue asesinada y otras veinte personas resultaron heridas. Y en Carterville, otros cinco mineros afroamericanos no sindicalizados murieron en disturbios absolutos. Los jurados locales absolvieron a todos los acusados de esos ataques.
Después de la masacre, los operadores de la mina cerraron temporalmente todas las minas de Pana a fines de junio para demostrar buena fe en el arbitraje, y también debido a su temor a la violencia. Debido a los bajos salarios pagados por los operadores, la comunidad negra quedó empobrecida. Muchos de ellos gastaron su dinero para llegar a Weir, Kansas, donde muchos de ellos fueron reclutados para disolver otra huelga minera.

## Contexto
Justo al suroeste de Springfield, Illinois, en 1852 una ciudad recién establecida llamada Virden se levantó rápidamente de la base con varios negocios, iglesias, un médico y la primera escuela de la ciudad. La finalización del ferrocarril de Chicago y Alton ayudó a impulsar el establecimiento de Virden. Más tarde, durante la primavera de 1853, también tenían productos secos, para las tiendas, que traían gente.
En enero de 1855, las áreas alrededor de Virden y Virden pasaron por una de las tormentas de nieve más desastrosas que habían visto. Los vagones de tren estaban atascados en los ferrocarriles, y los vagones de pasajeros no podían ser descargados. Después de la devastadora tormenta, aunque causando algún revés para la ciudad, en 1869 el primer pozo de carbón se hundió, y durante las siguientes décadas Virden creció hasta soportar 21 minas de carbón diferentes. Con tantas minas retenidas por una ciudad tan pequeña y bastante nueva, los trabajadores mineros se quedaron sin trabajo y mal pagados. Esto resultó en la huelga nacional de carbón de United Mine Workers en 1897, donde se llegó a un acuerdo en enero de 1898 por todas las compañías de carbón de Illinois y los distritos de UMW de que iba a haber una nueva tasa de 40 centavos por tonelada. Sin embargo, muy rápidamente después, la Chicago-Virden Coal Company revocó el acuerdo y bajó al sur, principalmente Birmingham, Alabama, para traer de vuelta a los rompehuelgas afroamericanos a trabajar en las minas, reduciendo las horas para las personas que estaban en huelga.

## Disturbios
A medida que la Chicago-Virden Coal Company deroga el acuerdo, los inmigrantes europeos en los sindicatos que estaban en huelga se sienten amenazados por los mineros afroamericanos que entran. Cerca del final de septiembre de 1868, cuando un vagón de tren llegó a Virden lleno de trabajadores, se construyó una empalizada junto a la entrada de la mina y alrededor de 300 trabajadores armados vinieron de toda la zona para encontrarse con el tren cuando estaba a punto de detenerse lleno de rompehuelgas, pero pasa a toda velocidad y continúa hacia Springfield, Cerca de tres semanas después de que la primera carga de trabajadores intentara aterrizar pero no pudo, el número de huelguistas aumentó a casi 2000, el dueño de la compañía decidió que volvería a intentarlo y traería otro tren, pero cuando trajo esa carga de trabajadores, los trabajadores blancos dispararon contra el tren, lo que resultó en que se detuviera en la empalizada. Luego estalló una batalla campal entre los trabajadores sindicalizados blancos, los guardias y algunos trabajadores negros de Birmingham. La pelea duró alrededor de diez minutos, incluidos 7 mineros en huelga y 5 guardias muertos en los disturbios, junto con otras 30 personas heridas, una de las cuales era un trabajador de Birmingham. El 13 de octubre, el día después de que el sindicato dijera que no cuidarían a los trabajadores afroamericanos, por lo que un par de personas huyeron siendo detenidas por trabajadores blancos y golpeadas. Una turba se reunió en la oficina del alcalde y amenazaba con comenzar a linchar a todos los rompehuelgas. En cambio, el alcalde Loren Wheeler envió a todos los trabajadores de Birmingham en un tren a St. Louis.
Las tropas estatales fueron llamadas a la ciudad y a las áreas circundantes. Se presentaron investigaciones y cargos contra algunos huelguistas y propietarios de minas, pero no se presentaron condenas. La compañía de carbón también aceptó las solicitudes de los trabajadores y reabrió las minas tan rápido como pudieron.